# HD17568
HD17568 — хімічно пекулярна зоря спектрального класу A5, що має видиму зоряну величину в смузі V приблизно  9,0.
Вона  розташована на відстані близько 1716,6 світлових років від Сонця.